# Гайдучина
Гайду́чина — село в Україні, у Стрийському районі Львівської області. Населення становить 239 осіб. Орган місцевого самоврядування - Стрийська міська рада.

## Політика

### Парламентські вибори, 2019
На позачергових парламентських виборах 2019 року у селі функціонувала окрема виборча дільниця № 461437, розташована у приміщенні житлового будинку.
Результати
- зареєстровано 179 виборців, явка 75,42%, найбільше голосів віддано за партію «Голос» — 28,15%, за «Слугу народу» — 23,70%, за Всеукраїнське об'єднання «Батьківщина» — 16,30%.[1] В одномандатному окрузі найбільше голосів отримав Андрій Кіт (самовисування) — 48,51%, за Євгенія Гірника (самовисування) — 11,19%, за Володимира Наконечного (Слуга народу) — 10,45%[2].